# Roger Willemsen

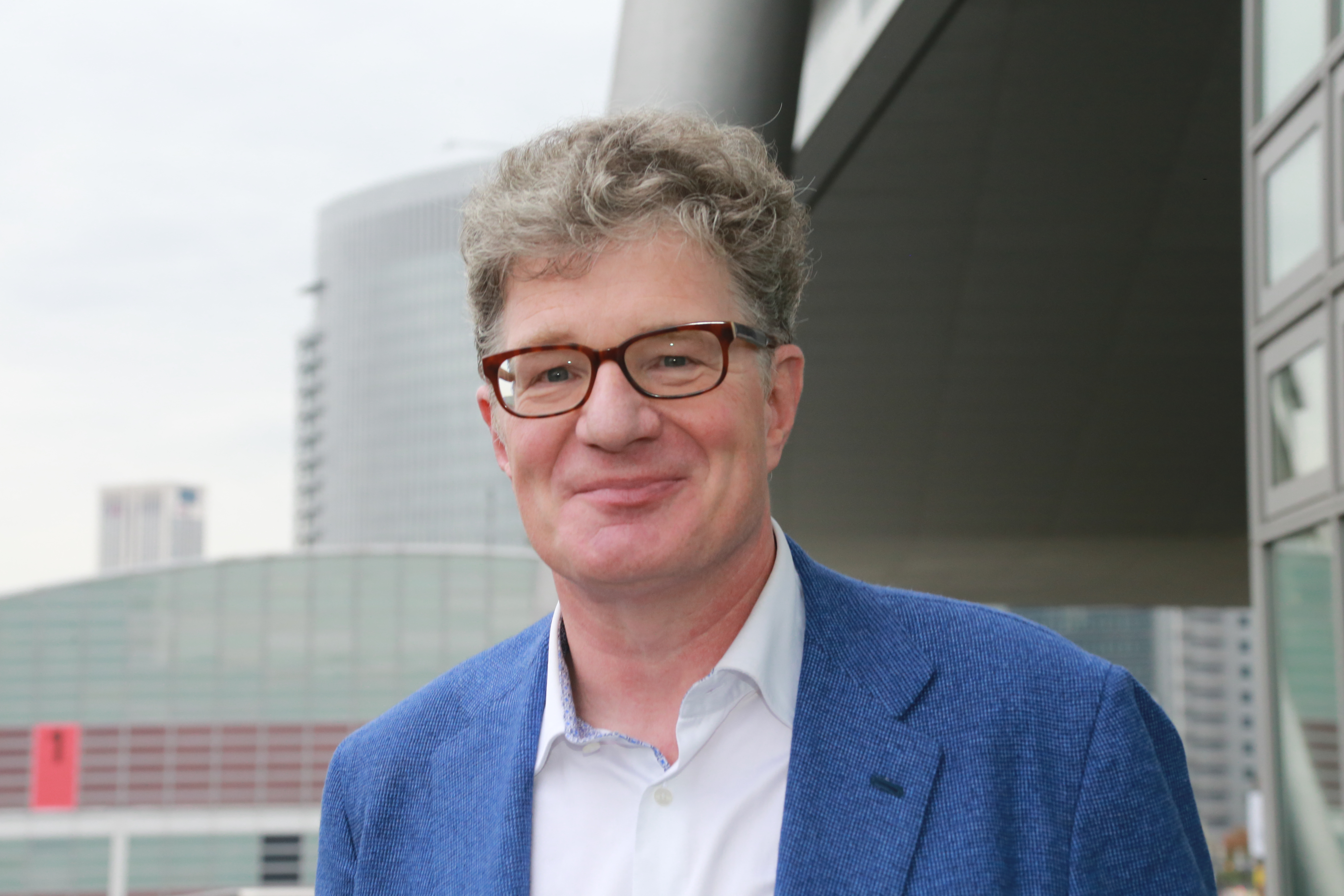
Roger Willemsen (2014)

Roger Willemsen [ˈʁoːgɐ ˈvɪləmzn̩] (* 15. August 1955 in Bonn; † 7. Februar 2016 in Wentorf bei Hamburg) war ein deutscher Publizist, Kolumnist, Fernsehmoderator und Filmproduzent.

## Leben

### Jugend, Ausbildung und Lehrtätigkeit
Willemsen wurde nach dem flämischen Renaissance-Maler Rogier van der Weyden benannt. Sein Vater Ernst Willemsen war Kunsthistoriker, Restaurator und Maler. Seine Mutter Regine, geborene Sauveur, war Sachverständige für ostasiatische Kunst und Kunsthändlerin an einem Kölner Auktionshaus. Sein Onkel Franz Willemsen war Klassischer Archäologe.
Die ersten fünf Jahre verbrachte er mit seinem älteren Bruder Jan und seiner jüngeren Schwester Eva in einem Mietshaus in der Nähe vom Schloss Alfter, oberhalb von Bonn. Danach zog seine Familie in den Nachbarort Oedekoven. Er besuchte mit Unterbrechungen das Helmholtz-Gymnasium in Bonn-Duisdorf.
Willemsens Vater starb nach zwei Jahren Krebserkrankung, als Willemsen fünfzehn Jahre alt war.
Nach dem Abitur im Jahr 1976 studierte er Germanistik, Philosophie und Kunstgeschichte in Bonn, Florenz, München und Wien als Stipendiat des Evangelischen Studienwerks. Neben dem Studium arbeitete Willemsen von 1977 bis 1981 als Nachtwächter, Reiseleiter und Museumswärter. Anschließend erhielt er eine Anstellung als Assistent am Institut für Komparatistik der LMU München. Nebenher war er in der Erwachsenenbildung in München tätig.
1984 wurde Willemsen mit einer Dissertation über die Literaturtheorie von Robert Musil promoviert. Eine Habilitationsarbeit zum Selbstmord in der Literatur beendete er nicht. 1986 erschien sein Buch Der Selbstmord in Berichten, Briefen, Manifesten, Dokumenten und literarischen Texten zum Thema Suizid bei Kiepenheuer & Witsch.
Von 1984 bis 1986 war er als Übersetzer, Herausgeber und freier Autor tätig. 1988 ging er für drei Jahre nach London, um als Korrespondent für Zeitungen und Rundfunksender zu arbeiten.
Im Wintersemester 1995/1996 übernahm Willemsen eine Gastprofessur am Lehrstuhl für Literaturwissenschaften der Ruhr-Universität Bochum. Ab 2010 hatte er eine Honorarprofessur an der Humboldt-Universität zu Berlin inne. Er war Mitglied im PEN-Zentrum Deutschland und im Redaktionsbeirat der Zeitschrift Kulturaustausch.

### Fernsehen

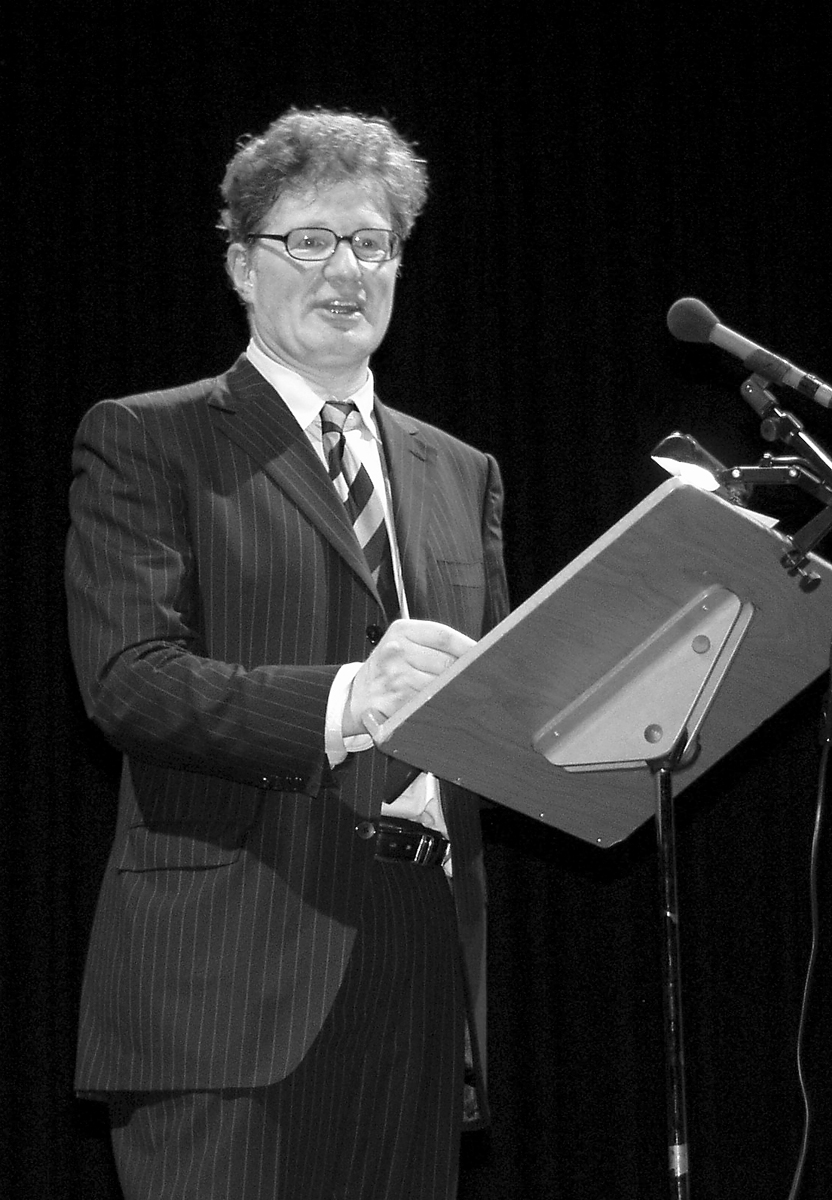
Roger Willemsen, lit.Cologne, 2007

Seine Fernsehkarriere begann Willemsen 1991 beim Bezahlsender Premiere. Eine ehemalige Studentin und damalige Mitarbeiterin hatte sich an den Unterrichtsstil von Willemsen erinnert. Nach anfänglichen Bedenken überzeugte ihn schließlich das Sendungskonzept, und er konnte ein Casting für sich entscheiden.
Er moderierte mehr als 600 Ausgaben der Interviewreihe 0137, benannt nach der Telefonvorwahl, unter der sich Zuschauer an der direkt übertragenen Sendung beteiligen konnten. Jeden Werktag wurden zur Hauptsendezeit drei Interviewgäste in 45 Minuten befragt. Der dritte Gast konnte per Tele-Dialog (TED) gewählt werden. In den ersten zwei Jahren interviewte er ungefähr 1000 Personen. Das Themenspektrum des Magazins reichte von Politik bis Boulevard.
Mit der Schauspielerin Audrey Hepburn führte er das letzte Fernsehinterview  vor ihrem Tod. Den palästinensischen Politiker Jassir Arafat interviewte er in Tunis. Außerdem sprach er mit Gefangenen aus der Rote Armee Fraktion, einem Kannibalen und einem entflohenen Bankräuber.
1992 wurde er mit dem „Goldenen Kabel“ für die innovativste Sendung und mit dem Bayerischen Fernsehpreis ausgezeichnet. Das Preisgeld von 25.000 DM spendete er Strafgefangenen als taz-Abos.
Ab 1992 moderierte Willemsen die Sendung im wöchentlichen Wechsel mit Sandra Maischberger. Die beiden Moderatoren hatten damals etwa anderthalb Jahre lang eine Beziehung. Für diese Sendereihe erhielt Willemsen den Adolf-Grimme-Preis 1993 mit Gold.
1993 gründete er seine Fernseh-Produktionsfirma Noa Noa – tahitianisch: einfach und harmonisch, und in Anlehnung an Gauguins gleichnamige Erzählung. Mit Noa Noa produzierte er Dokumentationen, Interviewreihen, Themenabende und Gala-Veranstaltungen. Im Februar 1994 wechselte er zum ZDF. Dort moderierte er von Oktober 1994 bis Juni 1998 die 60-minütige Talkshow Willemsens Woche.
1996 präsentierte Willemsen im ZDF eine neunteilige Porträtreihe unter dem Titel Willemsens Zeitgenossen. Darin stellte er unter anderem Robert Altman, Vivienne Westwood, Quincy Jones, Philippe Starck und John Malkovich vor.
Ab 1999 moderierte er zahlreiche Kulturveranstaltungen, darunter die Echo-Klassik-Gala und die Hommage Und der Haifisch, der hat Zähne zum 100. Geburtstag von Bertolt Brecht. Außerdem interviewte er für das ZDF-Format Willemsens Musikszene unter anderem Pierre Boulez, Herbie Hancock und Chick Corea.
In der Sendereihe Gipfeltreffen inszenierte Willemsen filmische Doppelporträts prominenter Zeitgenossen, in der Nachtkultur mit Willemsen diskutierte er mit jeweils drei bis vier Gästen aktuelle Themen aus Kunst und Kultur.
Neben seiner Tätigkeit vor der Kamera führte Willemsen auch Regie, erstmals beim Dokumentarfilm Non Stop – Eine Reise mit Michel Petrucciani (1996), der danach in 13 weiteren Ländern ausgestrahlt wurde. Auf der EXPO 2000 präsentierte er eine zehnstündige Videoinstallation aus Gesprächen mit 55 Künstlern unter dem Titel Welcome Home – Künstler sehen Deutschland.

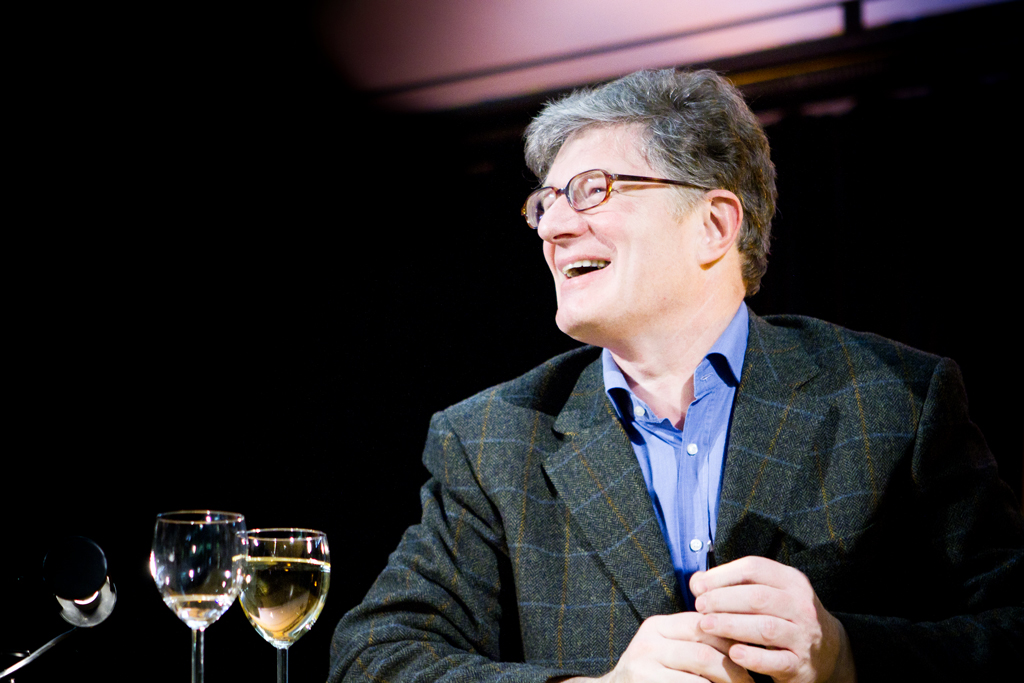
Roger Willemsen, 2011 in Siegburg

Nach rund zweijähriger Pause als Fernsehmoderator moderierte er vom 3. Februar 2004 bis zum Juli 2006 als Nachfolger von Elke Heidenreich und Daniel Cohn-Bendit den Literaturclub des Schweizer Fernsehens, eine der ältesten Literatursendungen im deutschsprachigen Fernsehen. Regelmäßig zu sehen im deutschen Fernsehen war er zu Gastkommentaren bei Sarah Kuttner – Die Show (VIVA) und beim Nachfolgeformat Kuttner (MTV), dessen letzter Gast der Sendung er im August 2006 auch war. Gelegentlich trat er als Rategast in der wöchentlichen Fernsehsendung Ich trage einen großen Namen auf.
In den Folgen 45 und 54 der Comedyserie Pastewka hatte er 2011 und 2012 jeweils einen Gastauftritt, bei denen er sich selbstironisch parodierte.
2014 war er in Bauerfeind assistiert... zu sehen, wo er in Begleitung von Katrin Bauerfeind Einblicke in sein persönliches Wohnumfeld gab. Wenige Tage vor seinem 60. Geburtstag und vor dem Bekanntwerden seiner Erkrankung war er am 11. August 2015 in der Sendung Thadeusz im rbb Fernsehen zu Gast.

### Radiosendungen
Seit 2004 arbeitete Willemsen regelmäßig als Moderator für das wöchentliche Literaturmagazin SpielArt auf WDR 5. Dabei präsentierte er Geschichten und Musiken aus verschiedenen Epochen zu einem Oberthema (u. a. Hunger, Spieler, Exzentriker). Gelegentlich widmete sich die Sendung auch dem Porträt eines einzigen Schriftstellers (z. B. André Gide). Für die Folge Er sucht ihn – Männerliebe literarisch erhielt Roger Willemsen 2010 zusammen mit Günter Frorath und Michael Lohse den Felix-Rexhausen-Preis. Außerdem moderierte er einmal im Jahr die Silvester-Sendung auf WDR 5, zunächst zusammen mit Elke Heidenreich, dann mit Anke Engelke.
Von 2011 bis 2013 moderierte Willemsen zudem für WDR 5 zusammen mit Martin Stankowski die „literarischen Sommernächte“ auf Burg Wilhelmstein bei Aachen.
Bei NDR Kultur rief er die wöchentliche Reihe Roger Willemsen legt auf – Klassik trifft Jazz ins Leben, bei der er in jeweils 15-minütigen Radiosendungen seine Lieblingsmusiken aus Klassik und Jazz vorstellte. Von 2009 bis 2015 stellte er jeweils ein Stück aus Klassik und Jazz einander gegenüber. Zusätzlich zu den 279 Folgen fanden etwa vier Mal im Jahr im Rolf-Liebermann-Studio des NDR in Hamburg 29 Direktübertragungen vor Publikum statt.
Eine weitere musikalische Sendereihe in Zusammenarbeit mit Anke Engelke unter dem Titel Engelke & Willemsen legen auf startete am 20. Oktober 2012 in Hannover. Hier erweiterte er mit seiner Ko-Moderatorin aus der WDR-5-Silvesternacht das Musikspektrum von Klassik und Jazz auf die Genres Hip-Hop, Rhythm and Blues, Weltmusik, Liedermacher und anderem.

### Bühne und Podium

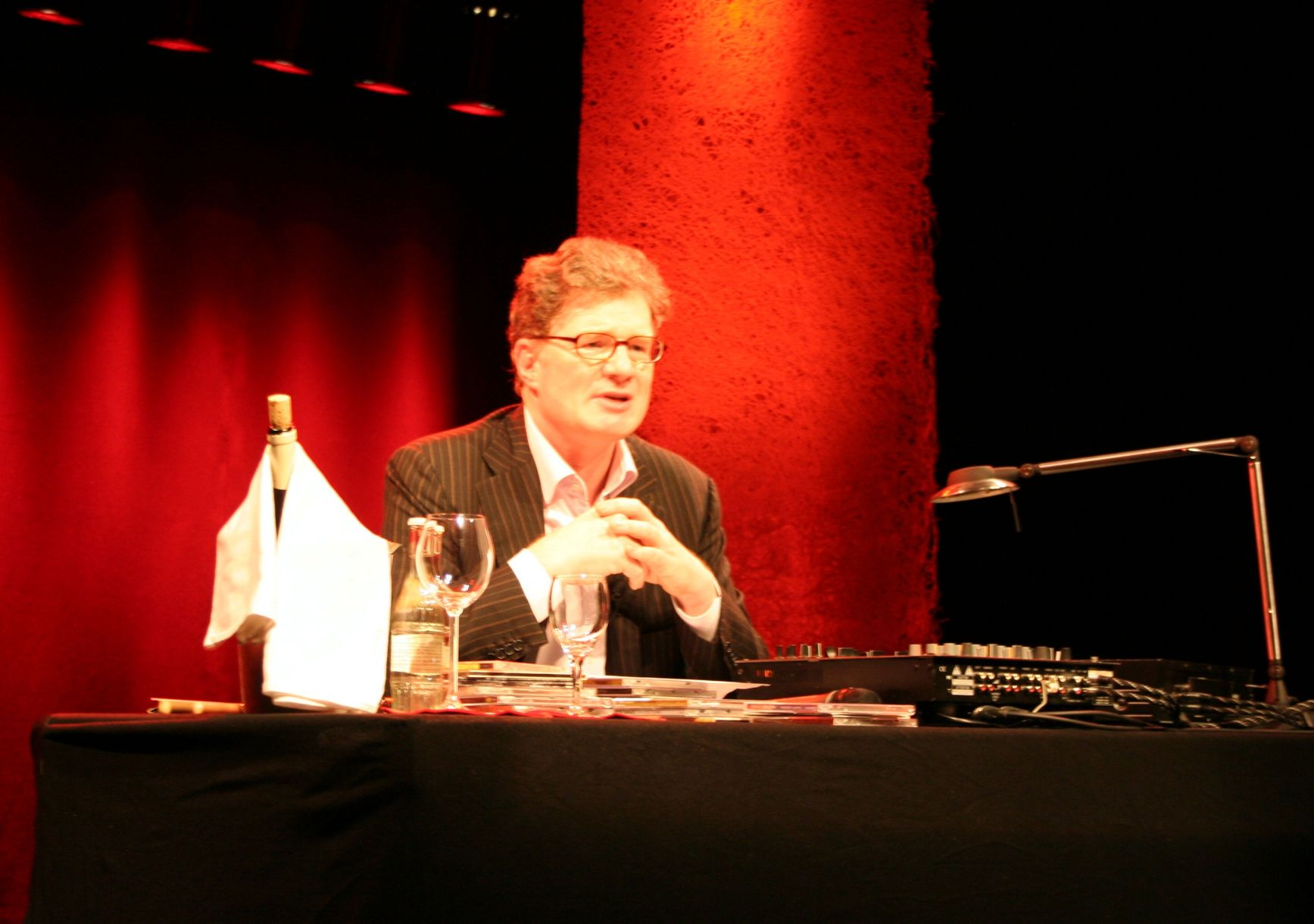
Willemsen legt auf, „My favourite things“, Mannheim, 2008

Von der Spielzeit 2000 an bis zum Frühjahr 2002 moderierte er „Das Bühnengespräch“ im Deutschen Schauspielhaus in Hamburg. Er lud prominente Vertreter des kulturellen Lebens wie Ivan Nagel, Nike Wagner, Robert Gernhardt, Ingo Metzmacher, Carl Djerassi, Meret Becker auf die Bühne und widmete sich ihnen dort in einem ausführlichen Gespräch.
Seit 2002 beteiligte und engagierte sich Willemsen mit Programmen, Abenden und Ideen an dem Kölner Literaturfestival lit.Cologne, das ein Jahr zuvor sein Debüt gegeben hatte. 2007 startete er auf der lit.Cologne zusammen mit Dieter Hildebrandt das Tourneeprogramm Ich gebe Ihnen mein Ehrenwort. Die Weltgeschichte der Lüge.
2006 war Willemsen mit seinem zweistündigen Erzählprogramm … und Du so? auf Theatertournee. In seinem ersten Solo-Programm erzählte er von „der Schönheit des Scheiterns“.
Ab 2007 wurde er auch zum Schirmherr und Moderator des Mannheimer Literaturfestes lesen.hören. Von 2013 bis 2015 war er dort auch als Programmleiter tätig und verknüpfte die Präsentation von Literatur mit „anderen Kunstformen wie Fotografie und Musik“.
Die letzte Lesetournee mit Musik begann er Ende März 2015 zum Thema Landschaften. Gemeinsam mit der Violinistin Franziska Hölscher suchte er passende klassische Musikstücke dazu aus. Nach Willemsens Tod setzte Hölscher im August 2017 die Tournee mit der Pianistin Marianna Shirinyan auf dem Schleswig-Holstein Musik Festival (SHMF) fort. Anstelle von Willemsen rezitierte zunächst der Schauspieler Walter Sittler, später folgte Maria Schrader.
Im Rahmen der Festspiele Mecklenburg-Vorpommern wurde am 24. Juli 2015 eine Veranstaltung als Projekt der Körber-Stiftung durchgeführt unter dem Titel „Pavillon Zukunft – Musik in der Zeit verorten – Ein Zukunftspanorama rund um das Gutshaus Landsdorf“. Den Auftakt machte Roger Willemsen mit einem Vortrag über die Zukunft. Kurz danach erfuhr er von seiner Krebserkrankung und zog sich aus der Öffentlichkeit zurück. Diese Rede wurde 2016 als Buch Wer wir waren von seiner Nachlassverwalterin Insa Wilke herausgegeben.

### Veröffentlichungen
Willemsen schrieb 1990 vier Beiträge für das linksradikale Monatsmagazin konkret, welches er später kritisierte und aus dem Autorenarchiv entfernte. Von der Gründung der linksliberalen Wochenzeitung Die Woche im Jahre 1993 durch Manfred Bissinger verfasste er bis zur letzten Ausgabe neun Jahre lang eine wöchentliche Kolumne. Bissinger, der zuvor von 1981 bis 1985 Chefredakteur bei konkret war, wurde danach ebenso wie Willemsen aus dem Autorenarchiv von konkret entfernt. Weiterhin publizierte er Bücher wie die beiden Kunstreiseführer Die Marken (1987) und Die Abruzzen (1990) sowie das politische Buch Kopf oder Adler – Ermittlungen gegen Deutschland (1990).

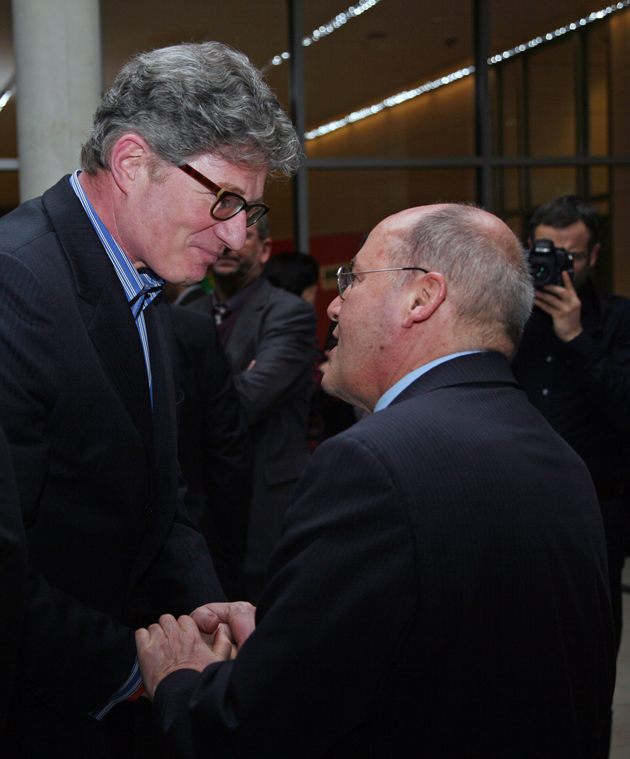
Willemsen und Gregor Gysi, 2013

Von März bis Dezember 2009 veröffentlichte er im ZEITmagazin die Interview-Kolumne Warum machen Sie das?, als Fortsetzung der Gespräche Auf eine Zigarette mit Helmut Schmidt, geführt von Chefredakteur Giovanni di Lorenzo.
Willemsen war selbst ein regelmäßiger Raucher von Joints und bekannte sich u. a. 2009 auch offen dazu; seitdem trat er für eine Cannabis-Legalisierung ein und forderte diese gelegentlich in öffentlichen Gesprächsrunden.
Vierteljährlich veröffentlichte er im ZEITmagazin die Kolumne Willemsens Jahreszeiten, in der er auf humorvolle Weise die aktuelle Politik und Kultur von 2010 bis 2015 kommentierte.
Durch eine scharf formulierte Kolumne über Heidi Klums Modelshow Germany’s Next Topmodel in der sonntaz geriet Willemsen im Mai 2009 in die Schlagzeilen. 2013 bekräftigte er noch einmal seine Kritik.
Er rechtfertigte seinen Beitrag vom Dezember 2010 in der Nullnummer von Jürgen Elsässers Monatsmagazin Compact zwischen Thilo Sarrazin als Aufmacher und Eva Hermans Thesen damit, dass er bei einem noch neuen Blatt dessen Ausrichtung und Seriosität erst nach dessen Erscheinen habe prüfen können. Mit den Hintergründen seiner dortigen Koautoren konfrontiert, bezeichnete er diese als in der Tat verstörend und berief sich darauf, dass er zu vertrauensselig gegenüber seinem Mittelsmann gewesen sei. Dieser sei ein Mitarbeiter von Andreas Abu Bakr Riegers Islamischer Zeitung gewesen.
Für die Parlamentsreportage Das Hohe Haus (2014) war Willemsen 2013 ein ganzes Jahr lang ein Beobachter der Parlamentsdebatten im Deutschen Bundestag auf der Besuchertribüne. Er befragte weder Politiker, noch besuchte er Ausschüsse, sondern las rund 50.000 Seiten Parlamentsprotokolle.

### Verfilmung
Als Abschluss einer Monologfilm-Trilogie des Produzenten Hubertus Meyer-Burckhardt verfilmte 2010 der deutsche Regisseur Josef Rusnak, leicht verändert, Willemsens Romandebüt Kleine Lichter. Willemsen reflektiert darin den Abschied seiner Mutter Regine von seinem Vater Ernst Willemsen. Für den Spielfilm Valerie schrieb Willemsen auch das Drehbuch. Darin spielt die Hauptdarstellerin Franka Potente eine Frau, die per Handkamera ein Videotagebuch für ihren Mann bespricht, der im Koma liegt.
Am 8. Juli 2021 kam der Kino-Dokumentarfilm Wer wir waren von Marc Bauder in die deutschen Kinos, benannt nach Willemsens gleichnamigem Buch.

### Soziales Engagement
Roger Willemsen war in zahlreichen Hilfsorganisationen tätig, z. B. bei Amnesty International und bei Terre des Femmes seit 2005. Zugleich arbeitete er als Botschafter der von CARE International und UN-Flüchtlingshilfe gemeinsam verwirklichten Afghanistan-Kampagne Helfen steckt an.
Seit dem Frühjahr 2006 war er Schirmherr des Afghanischen Frauenvereins e. V., der seinen Sitz in Deutschland hat und für den er sich persönlich sehr engagierte. Er spendete u. a. mit Benefiz-Veranstaltungen für über hundert Trinkwasserbrunnen, die je nach Tiefe und Bodenbeschaffenheit etwa 800 bis 1000 Euro kosten und jeweils eine Gemeinschaft von 100 bis 200 Menschen versorgen. Zudem setzte er sich für die Gründung von Mädchenschulen ein. Willemsens Nachfolger als Botschafter für den Afghanischen Frauenverein wurde der Sänger Herbert Grönemeyer. Willemsen verfügte testamentarisch, dass ein Teil seiner Bucheinnahmen weiteren afghanischen Schulprojekten zugutekommen soll.
2006 erschien sein Buch Hier spricht Guantánamo, für das er ehemalige Guantanamo-Häftlinge über ihre Haftumstände interviewte. Willemsen unterstützte die Aktion Deine Stimme gegen Armut, war Pate des Kinderhospizes Bethel für sterbende Kinder und Mitglied der globalisierungskritischen Vereinigung Attac.

### Privates

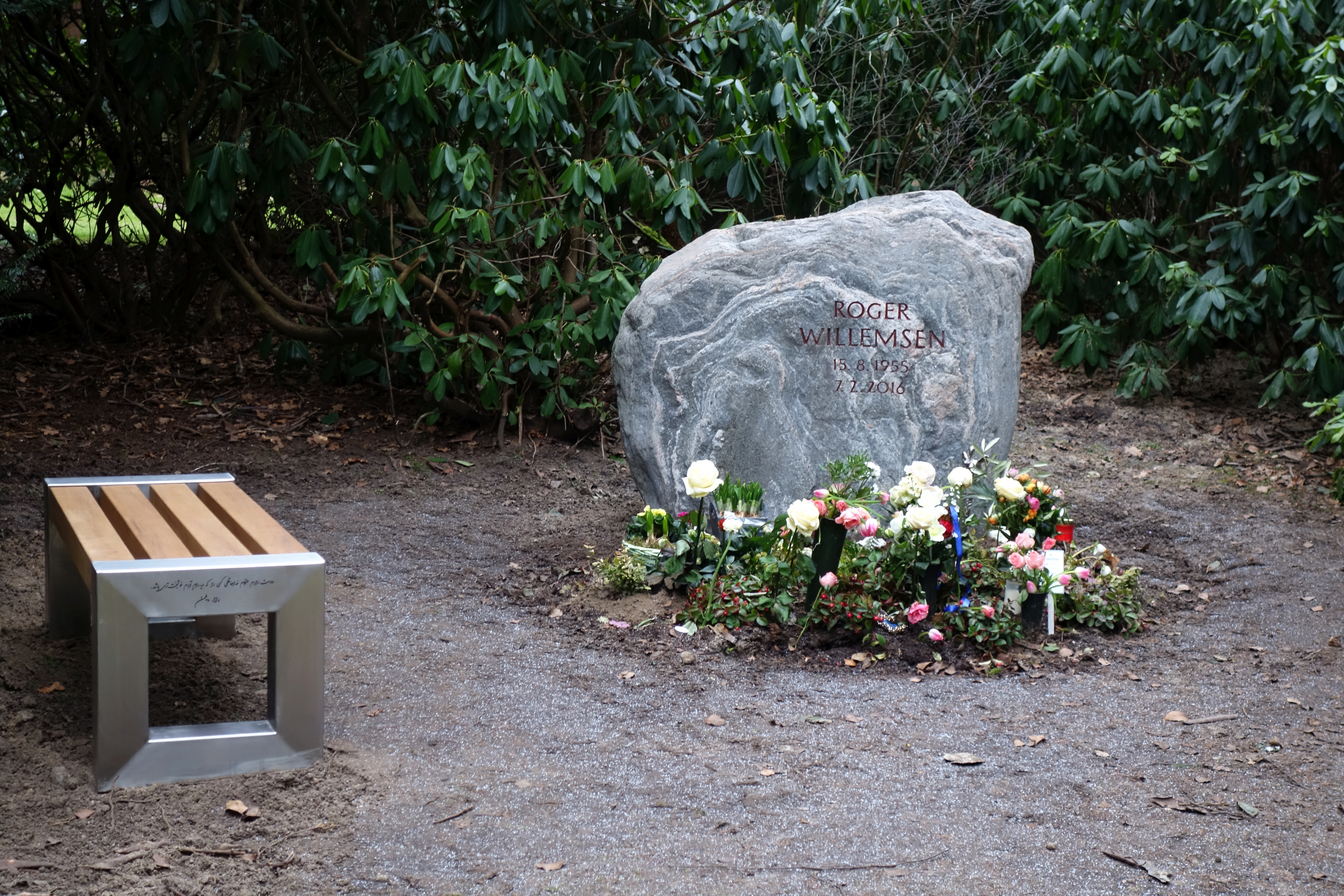
Das Grab von Roger Willemsen auf dem Friedhof Ohlsdorf in Hamburg, 2017

Roger Willemsen war nicht verheiratet und blieb kinderlos. Willemsen hatte Beziehungen mit der Schauspielerin Annette Frier, der Moderatorin Sandra Maischberger und den Schauspielerinnen Barbara Auer, Marie Bäumer und Dennenesch Zoudé, die ihn bei seinen Benefizveranstaltungen unterstützten.
Am 18. August 2015 wurde bekannt, dass Willemsen an Krebs erkrankt war. Er starb am 7. Februar 2016 im Alter von 60 Jahren in seinem Haus in Wentorf bei Hamburg an den Folgen der Krankheit. Die öffentliche Trauerfeier fand am 22. Februar 2016 auf dem Friedhof Ohlsdorf in Hamburg statt. Die anschließende Beisetzung erfolgte im engsten Kreis.
Zum ersten Jahrestag seines Todes wurde ein Naturstein aus Gneis auf das Grab gesetzt. Die Sitzbank daneben spendete der Afghanische Frauenverein e. V. Die Inschrift auf der Bank ist sein Zitat in der afghanischen Sprache Dari: „Ich möchte Menschen glücklicher zurücklassen, als ich sie vorgefunden habe.“
Ende Oktober 2021 übergab die Literaturkritikerin und Willemsens Nachlassverwalterin Insa Wilke seinen Nachlass der Berliner Akademie der Künste (AdK). Auf 108 Archivkisten, 152 Aktenordner und 2250 audiovisuellen Materialien erstreckte sich seine schriftliche, filmische und audiomediale Hinterlassenschaft: Manuskripte, Recherchematerial, Transkripte von Interviews und Moderationsvorbereitungen sowie Beiträge für Funk- und Fernsehsendungen. Dazu kommen Tage- und Notizbücher, Taschenkalender, biografische Dokumente, Fotos und seine Korrespondenz. Die Literaturabteilung des nationalen Künstlerarchivs erschließt seitdem das Material für die Öffentlichkeit. Die Dauer für die Erschließung des Nachlasses schätzt die Leiterin des Literaturarchivs, Gabriele Radecke, auf mindestens fünf Jahre.

## Rezeption
Freunde beschrieben ihn als „workaholic“ oder Monomanen, der mit vier Stunden Schlaf auskam und stets mehrere Projekte zugleich betrieb.
Der Publizist Manfred Bissinger sagte in seiner Trauerrede über Willemsen: „Seine emotionale Intelligenz, seine einmalige Präsenz haben mich, haben uns immer wieder beflügelt und angetrieben. Er galt schon früh als weiser Mann.“ Darüber hinaus charakterisierte er ihn als einen „überaus warmherzigen Menschen, […] einen Homo intellectus, der uns alle mit seiner bedingungslosen – im Sinne von völlig voraussetzungsloser – Liebe beschenkte“. Als ein Intellektueller mit einer hohen emotionalen Intelligenz sei er daher eine „Ausnahmeerscheinung unseres Kulturlebens“ geblieben.
Das Team der Lit.Cologne schrieb im Nachruf: „Roger Willemsen konnte mitreißen, begeistern, neugierig machen, fesseln, Lust auf Neues machen. Er hatte eine Präsenz, die ihresgleichen suchte.“
Die Deutsche Kinemathek widmete Roger Willemsen und dessen Sendung 0137 vom 7. Oktober 2022 bis zum 27. März 2023 eine Ausstellung, aus deren Anlass auch lange als verloren geglaubte Folgen der Sendung wieder zu sehen waren. Das Museum erwarb die Museumsrechte an 130 vollständigen Sendungen des Talkformats.
Der mare-Verleger Nikolaus Gelpke gründete die Roger Willemsen Stiftung und kaufte Willemsens Villa in Wentorf bei Hamburg für die Stiftung. Die 1889 vom Hamburger Architekten Martin Haller für den Hamburger Augenarzt Karl Gustav Haase entworfene und 1897/98 erweiterte Villa wurde saniert und mit dem Mobiliar ausgestattet, das ursprünglich Willemsens Freunden testamentarisch zugedacht war. Hinzu kamen Willemsens persönliche Bibliothek und Musiksammlung, „viele Regalmeter in mehreren Zimmern“ und „Tausende von CDs“. Das Künstlerhaus „Villa Willemsen“ wurde mit einer Matinée am 3. Mai 2018 unter anderem mit dem Jazzpianisten Frank Chastenier und dem Sänger Herbert Grönemeyer eröffnet.

## Auszeichnungen
- 1992: Das Goldene Kabel für 0137[103]

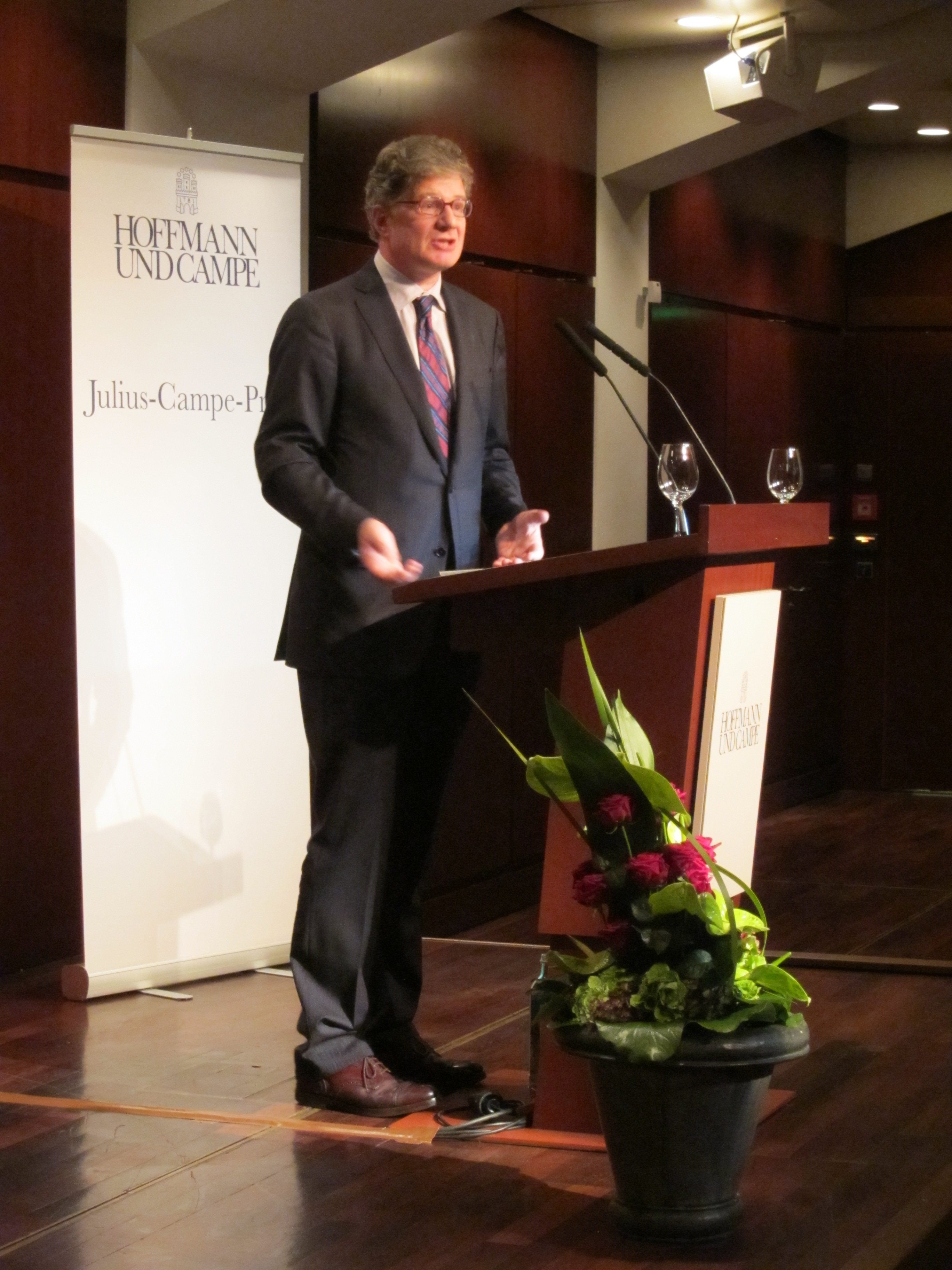
Dankesrede von Roger Willemsen für den Julius-Campe-Preis 2011

- 1992: Bayerischer Fernsehpreis für 0137[3]
- 1993: Adolf-Grimme-Preis mit Gold für 0137
- 1998: Premio ENIT (Italienische Zentrale für Tourismus) für Abruzzen und Molise, die „beste deutschsprachige Publikation über Italien“[27][104]
- 2007: Empfehlung von PEN International für die englische Ausgabe der Afghanischen Reise (An Afghan Journey)[27][105]
- 2009: Rinke-Preis für Der Knacks
- 2010: Felix-Rexhausen-Preis (gemeinsam mit Michael Lohse und Günter Frorath)[31]
- 2010: ITB Buch Award für Die wundersamen Irrfahrten des William Lithgow
- 2011: Julius-Campe-Preis[106]
- 2012: Prix Pantheon, Sonderpreis Geben & Nehmen für sein soziales Engagement[77]
- 2013: tz-Rosenstrauß des Jahres für seine Rede anlässlich der Beisetzung von Dieter Hildebrandt[107]
- 2015: Deutscher Hörbuchpreis für Das Hohe Haus. Ein Jahr im Parlament
- 2015: Ehrengabe der Heinrich-Heine-Gesellschaft[108]

## Tonträger (Auswahl)

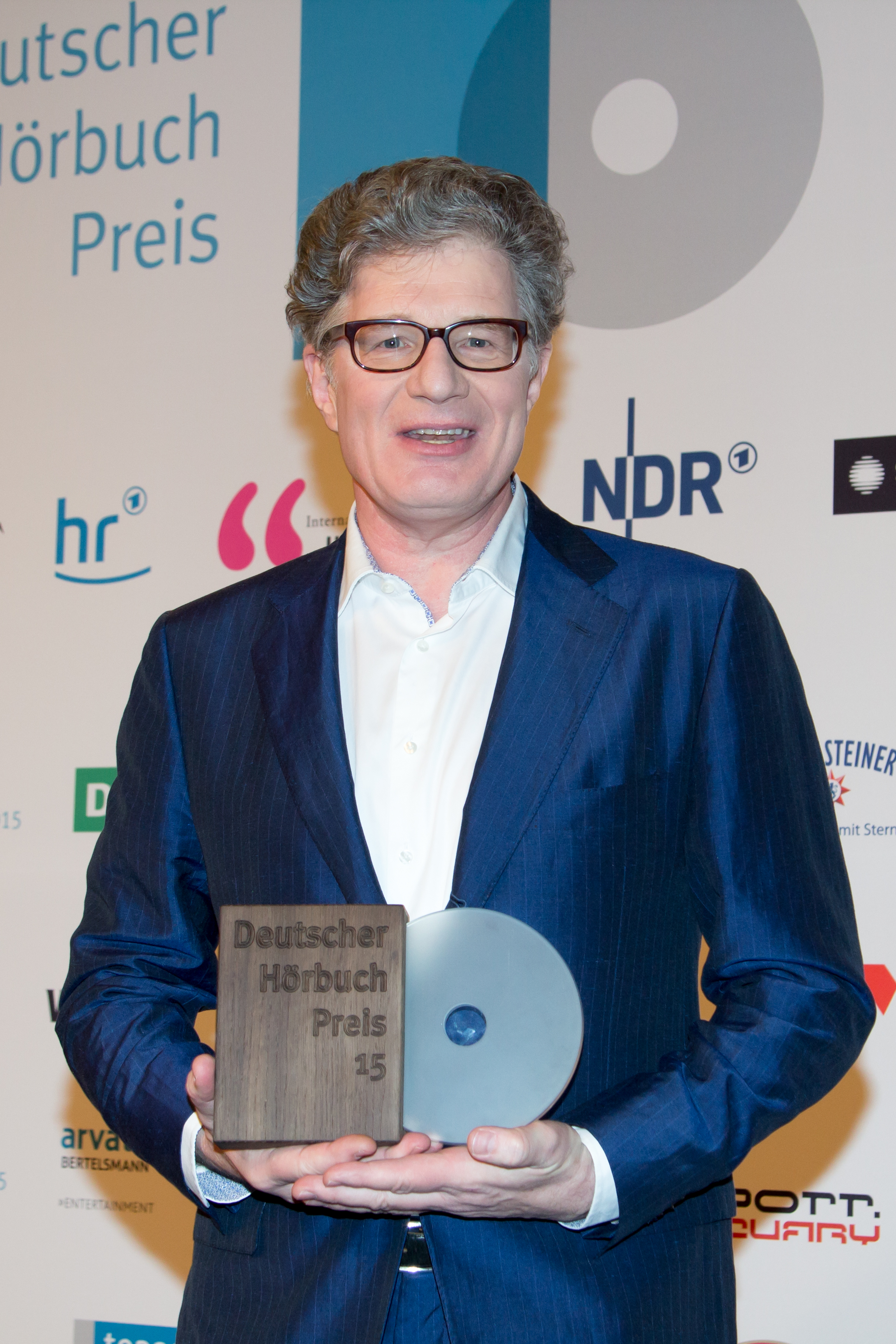
Roger Willemsen mit dem Deutschen Hörbuchpreis 2015

- 2001: Das Bühnengespräch mit Ivan Nagel. Live aus dem Deutschen Schauspielhaus in Hamburg. 1 CD (1 Std. 14 Min.). Hoffmann & Campe, Hamburg, ISBN 978-3-455-30217-2. Inhaltsangabe des Verlags.
- 2006: „Ich gebe Ihnen mein Ehrenwort“ – Die Weltgeschichte der Lüge. Live von Traudl Bünger, Roger Willemsen
- 2007: Non Stop. Travels With Roger Willemsen & Trio In C von Michel Petrucciani
- 2007: Ich bin nicht Karl May – CD von Götz Alsmann. Mit Texten von Roger Willemsen. Sprecher: Roger Willemsen, Christian Brückner, Götz Alsmann
- 2010: Die Enden der Welt – Hörbuch, 4 CDs (7 Std. 6 Min.), gelesen von Roger Willemsen. tacheles!, Bochum, ISBN 978-3-941168-42-8.

## Schriften (Auswahl)
- Das Existenzrecht der Dichtung. Zur Rekonstruktion einer systematischen Literaturtheorie im Werk Robert Musils. (= Münchner germanistische Beiträge, Band 34). Fink, München 1984, ISBN 3-7705-2237-0, (Dissertation Universität München 1984, 370 Seiten); Inhaltsverzeichnis.
- Robert Musil. Vom intellektuellen Eros. Piper, München, Zürich 1985, ISBN 3-492-05208-8, Inhaltsverzeichnis.
- Der Selbstmord. Briefe, Manifeste, literarische Texte. Kiepenheuer und Witsch, Köln 1986, ISBN 3-462-03169-4.
- Deutschlandreise. S. Fischer, Frankfurt am Main 2004, ISBN 978-3-596-16023-5, Leseprobe.
- Willemsens Jahreszeiten. Nachwort von Insa Wilke. S. Fischer, Frankfurt am Main 2020, ISBN 978-3-596-70098-1, Leseprobe.
- Unterwegs. Vom Reisen. Nachwort von Insa Wilke. S. Fischer, Frankfurt am Main 2020, ISBN 978-3-596-70109-4, Leseprobe.